# 张恽
张恽（?—?），字義元，或字義允，中国西晋官员。梁國人，官至侍中，封平陵亭侯。
张恽原为谯郡主簿。鲁国主簿唐彬与谯郡主簿张恽都向豫州刺史王沈陈说孙吴可以被兼并的形势，王沈赞赏他们的回答。
晋武帝太康元年（280年），东平王司马楙上言，东平相王昌父王毖，本居住在长沙，有妻儿，汉朝末年出使到中原，孙吴和中原对立，王毖在曹魏为黄门郎，与前妻儿女生死隔绝，再娶王昌的母亲。如今一统江南，王昌听说前母久已去世，上言急请议论。
侍中领博士张恽议论：“之前舜不告父母娶妻，婚礼不完备，所以《尧典》说嫁二女，不分妻妾。传记中以妃夫人称呼，表明没有立正后。以圣人的伟大，帝王的嫡子，还根据实际情况变通，定立典礼。黄昌让新妻避开正室，时论称许。以姬氏谦让推论，以黄卿的决断作为依据，应该使他们各自为其母服丧。”
门下启奏通事令史伊羡、赵咸担任舍人，对答掌管法令条文。荀勖反对说：门下省首先推崇程咸、张恽，之后推崇伊羡、赵咸，想要以法令条文为政，都是我不明白的。”